# Sabinianus (Toreut)
Sabinianus war ein antiker römischer Toreut (Metallarbeiter), wahrscheinlich in der zweiten Hälfte des 1. Jahrhunderts in Gallien tätig.
Sabinianus ist heute nur noch aufgrund eines Signaturstempels auf einer Bronzekasserolle bekannt. Diese wurde in Matfen in Northumberland, England gefunden, wo zudem eine signierte Kasserolle des Maximinus gefunden wurde. Heute befindet sich das Stück im Great North Museum: Hancock in Newcastle. Die Signatur lautet: lateinisch SABINIANVS F, Sabinianus fecit, zu Deutsch in Sabinianus hat es gemacht.

## Einzelbelege
1. ↑  ehemals im Museum of Antiquities in Newcastle; Inventarnummer ?; Richard Petrovszky: Studien zu römischen Bronzegefäßen mit Meisterstempeln. Leidorf, Buch am Erlbach 1993, S. 165, Nr. S.01.01.

| Personendaten    | Personendaten                              |
| ---------------- | ------------------------------------------ |
| NAME             | Sabinianus                                 |
| KURZBESCHREIBUNG | antiker römischer Toreut                   |
| GEBURTSDATUM     | 1. Jahrhundert v. Chr. oder 1. Jahrhundert |
| STERBEDATUM      | 1. Jahrhundert oder 2. Jahrhundert         |